# Limburg (Schiff)
Die Limburg war ein 2000 gebauter VLCC-Öltanker. Das Schiff wurde durch einen Brandanschlag am 6. Oktober 2002 bekannt. Von 2003 bis zu seiner Abwrackung 2018 in Chittagong fuhr das Doppelhüllenschiff unter dem Namen Maritime Jewel.

## Geschichte
Der Tanker Limburg wurde am 1. Januar 1998 von der Luxemburgischen Gesellschaft Euronav Luxembourg bestellt und im Jahr 2000 von der südkoreanischen Bauwerft Daewoo Shipbuilding & Marine Engineering übergeben. Noch im Jahr 2000 übertrug man das Schiff vorübergehend an die ebenfalls in Luxemburg ansässige Beaumer SA um es dann im selben Jahr ein weiteres Mal an die Moray Marine in Singapur zu übereignen.

### Der Anschlag
Am 6. Oktober 2002 traf das Schiff auf einer Reise in Charter des Ölkonzerns Petronas vom saudi-arabischen Ra's Tanura mit einer Teilladung von 57.000 Tonnen Rohöl der Sorte Arabian heavy crude am Ash Shihr-Ölterminal im Jemen ein, wo es seine für Malaysia bestimmte Ladung mit weiteren 140.000 Tonnen Rohöl vervollständigen sollte. Um acht Uhr morgens, etwa drei Seemeilen vor der Ladetonne (SBM) des Terminals explodierte an der Steuerbordseite der Limburg, etwas achterlicher als mittschiffs ein kleines Fahrzeug. Dabei wurde ein 38-jähriges rumänisches Besatzungsmitglied getötet und weitere zwölf verletzt. Die Explosion riss rund sieben bis acht Meter über Kielhöhe ein zweiteiliges Loch von rund zehn Metern Länge und fünf Metern über der Wasseroberfläche in die Seite des Steuerbord Ladetanks Nummer 4 und entzündete die austretende Ladung. Etwa 14.500 Kubikmeter Öl liefen aus. Das Feuer brannte für rund 36 Stunden und wurde durch die Löschanlage eines Schleppers bekämpft.
Das beschädigte Schiff wurde später nach Dubai geschleppt und dort vom 30. März bis zum 10. August 2003 mit über 3000 Tonnen Stahl repariert. Seit der 8,5 Millionen US-Dollar-Reparatur fuhr der Tanker unter dem Namen Maritime Jewel.
Spätere Nachforschungen ergaben, dass der Anschlag auf die Limburg mit hoher Wahrscheinlichkeit der al-Qaida zuzuordnen ist. Deren Führer Osama Bin Laden bekannte sich später zu der Planung des Anschlags. Am 3. Februar 2006 entkam der für den Anschlag zum Tode verurteilte Fawaz Yahya al-Rabeiee und 22 weiter verdächtige al-Qaida-Mitglieder aus dem Gefängnis in Jemen. Darunter auch Jamal al-Badawi, dem die Planung des Anschlags auf die Cole am 12. Oktober 2000 zugeschrieben wird und 13 weitere Beteiligte des Cole-Anschlags. Am 1. Oktober 2006 wurde al-Rabeiee bei einem Überfall auf zwei Gebäude in Sanaa von jemenitischen Sicherheitskräften erschossen.

### Umweltschäden
Verschiedene Organisationen, wie ITOPF, CEDRE oder Bureau Enquête Accidents Mer beurteilten, in Zusammenarbeit mit den jemenitischen Behörden, den entstandenen Schaden vor Ort. Dieser erstreckte sich über einen etwa 70 km langen Küstenabschnitt vom Flughafen Riyan bis nach Mayfa. Der Grad der Verschmutzung wurde überwiegend als gering bis mittelmäßig, wenige kleine Gebiete als stark eingeschätzt. Das Volumen, welches die Küste verschmutzte, wurde auf 300 bis 400 Kubikmeter hochviskosen Rückständen des verbrannten Öls eingeschätzt.

### Verschrottung
Am 8. April 2018 traf das Schiff bei den Abwrackwerften bei Chittagong, Bangladesch ein, wo es ab 15. Mai 2018 verschrottet wurde.

## Trivia
Die Schlussszene des US-amerikanischen Politthrillers Syriana mit George Clooney nimmt das Motiv des Bombenanschlags auf einen Öltanker auf.